# Висотна будівля

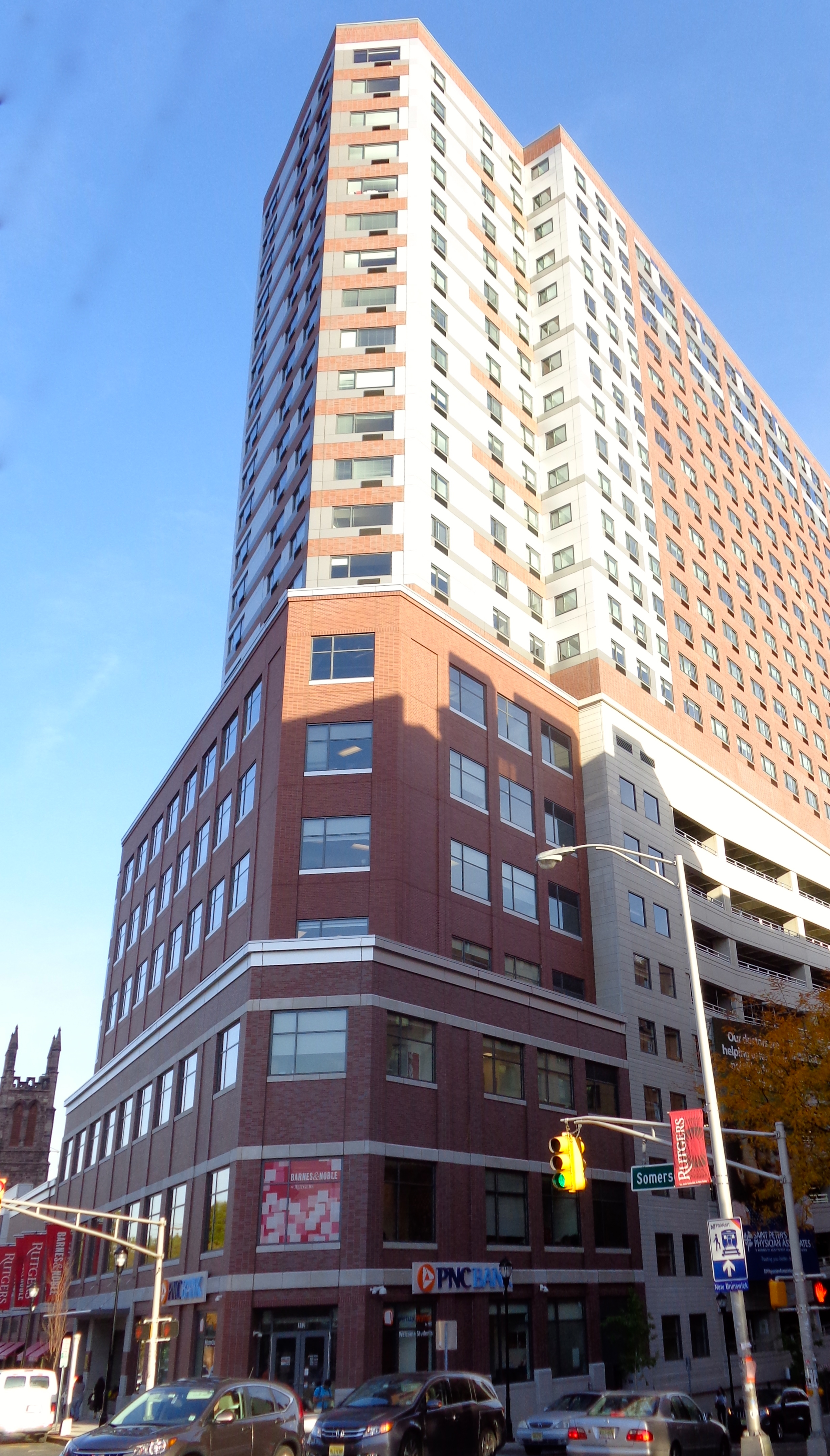
Одна з декількох нових висотних будівель у центрі Нью-Брансвіка, Нью-Джерсі, США, культурно-освітній район, що проходить джентрифікацію.

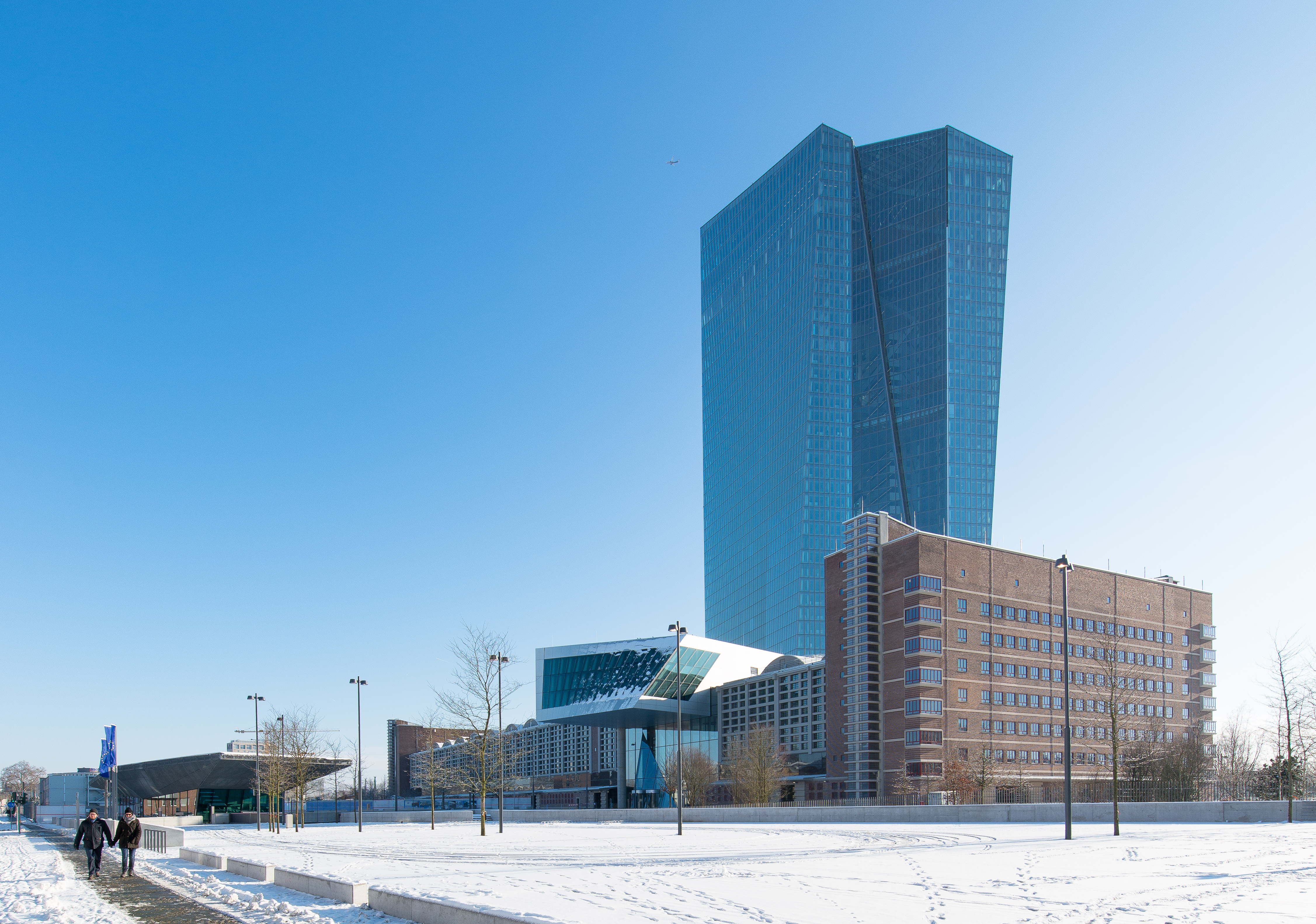
Висотна офісна будівля штаб-квартири Європейського центрального банку, Франкфурт-на-Майні, Німеччина

Висотна будівля — висока будівля, на відміну від малоповерхового будинку визначається її висотою по-різному в різних юрисдикціях. Використовується як житлова, офісна або якось інакше, включаючи готелі, роздрібну торгівлю, або з кількома варіантами у поєднанні. Житлові багатоповерхові будинки також відомі як башти й можуть називатися "MDU", абревіатура від англійського multi-dwelling unit (багатоквартирний блок). Дуже високі висотні будівлі мають назву хмарочос.
Висотні будинки стали можливими з винаходом ліфтів і менш дорогих будівельних матеріалів. Матеріали, використовувані для підтримки конструкції висотних будівель, залізобетон і сталь. Більшість висотних будівель Північної Америки в стилі хмарочос мають сталевий каркас, тоді як прості висотні будинки зазвичай будуються з бетону. Немає чіткої різниці між баштами та хмарочосами, хоча будинок з п'ятдесяти або більше поверхів, як правило, вважається хмарочосом.
Конструкції висотних будівель створюють особливі завдання для конструкторських та геотехнічних інженерів, особливо якщо вони розташовані в сейсмічно активній зоні або якщо основні ґрунти мають геотехнічні фактори ризику, такі як висока стисливість. Вони також створюють серйозні проблеми для пожежників під час надзвичайних ситуацій у висотних будівлях. Нові та старі конструкції будівель, системи будівлі, такі як система водопостачання, опалення, вентиляція та кондиціонування повітря, пожежна спринклерна система та інші подібні речі створюють значні проблеми. Дослідження часто вимагаються для забезпечення того, щоб вирішувалися проблеми комфорту та небезпеки вітру. Для того, щоб дозволити зменшити вплив вітру, передати більше денного світла на землю і виглядати більш струнким, багато висотних будинків мають дизайн з невдачами.
Квартири мають техніко-економічні переваги в районах з високою щільністю населення, і стали відмінною рисою житла практично у всіх густонаселених міських територіях по всьому світу. На відміну від малоповерхових і односімейних будинків, висотні будівлі розміщують більше мешканців на одиницю площі землі й зменшують вартість комунальної інфраструктури.